# La Lobera
La Lobera es una localidad del estado mexicano de Guanajuato. Es parte del municipio de Huanímaro.

## Demografía
| Gráfica de evolución demográfica |
|                                  |

| Censo | Población |
| ----- | --------- |
| 1950  | 268       |
| 1960  | 370       |
| 1970  | 865       |
| 1980  | 976       |
| 1990  | 1 662     |
| 2000  | 1 656     |
| 2010  | 1 631     |
| 2020  | 2 144     |